# Egisto Pandolfini
Egisto Pandolfini (17. únor 1926 Lastra a Signa, Italské království – 29. leden 2019 Florencie, Itálie) byl italský fotbalový útočník a trenér. Po hráčské kariéře se věnoval mládeži ve Fiorentině.

## Kariéra

### Klubová
Fotbalově vyrůstal ve Fiorentině. Když byl poslán na hostování do Empoli, vstřelil za sezonu 12 branek. To se zamlouvalo funkcionářům ze Spalu. Ti jej koupili a v jejím dresu nastřílel za 31 utkání 20 branek. Klub Fiorentina jej koupila zpět a ještě poslala hráče Otella Badialiho. Po čtyřech sezonách byl prodán do Říma, kde ho chtěl trenér Giuseppe Viani. Po čtyřech letech odešel do Interu, kde působil dva roky. Ke konci kariéry odehrál ještě dvě sezony ve Spalu a v Empoli, kde ukončil v roce 1962 kariéru.

### Reprezentační
Za reprezentaci debutoval 2. července 1950 na MS 1950 proti Paraguayi. Také v tomto utkání vstřelil první branku. Byl na dvou OH (1948, 1952) i ještě se dostal do nominace na MS 1954. Poslední utkání odehrál 26. května 1957 proti Portugalsku (0:3). Celkem tak odehrál 21 utkání a vstřelil 9 branek. 

## Přestupy
- z Fiorentina do SPAL za 2 000 Euro
- z SPAL do Fiorentina za 9 000 Euro
- z Fiorentina do Řím za 30 000 Euro

## Statistika

### Klubová
| Sezóna               | Klub                 | Liga                 | Liga   | Liga | Ligové poháry | Ligové poháry | Ligové poháry | Kontinentální poháry | Kontinentální poháry | Kontinentální poháry | Celkem | Celkem |
| Sezóna               | Klub                 | Soutěž               | Zápasy | Góly | Soutěž        | Zápasy        | Góly          | Soutěž               | Zápasy               | Góly                 | Zápasy | Góly   |
| -------------------- | -------------------- | -------------------- | ------ | ---- | ------------- | ------------- | ------------- | -------------------- | -------------------- | -------------------- | ------ | ------ |
| 1945/46              | Fiorentina           | 1. divize            | 6      | 0    | -             | 0             | 0             | -                    | 0                    | 0                    | 6      | 0      |
| 1946/47              | Empoli               | Serie B              | 39     | 12   | -             | 0             | 0             | -                    | 0                    | 0                    | 39     | 12     |
| 1947/48              | SPAL                 | Serie B              | 31     | 20   | -             | 0             | 0             | -                    | 0                    | 0                    | 31     | 20     |
| 1948/49              | Fiorentina           | Serie A              | 34     | 6    | -             | 0             | 0             | -                    | 0                    | 0                    | 34     | 6      |
| 1949/50              | Fiorentina           | Serie A              | 38     | 14   | -             | 0             | 0             | -                    | 0                    | 0                    | 38     | 14     |
| 1950/51              | Fiorentina           | Serie A              | 36     | 7    | -             | 0             | 0             | -                    | 0                    | 0                    | 36     | 7      |
| 1951/52              | Fiorentina           | Serie A              | 34     | 9    | -             | 0             | 0             | -                    | 0                    | 0                    | 34     | 9      |
| Celkem za Fiorentinu | Celkem za Fiorentinu | Celkem za Fiorentinu | 148    | 36   | -             | 0             | 0             | -                    | 0                    | 0                    | 148    | 36     |
| 1952/53              | Řím                  | Serie A              | 32     | 8    | -             | 0             | 0             | -                    | 0                    | 0                    | 32     | 8      |
| 1953/54              | Řím                  | Serie A              | 33     | 13   | -             | 0             | 0             | -                    | 0                    | 0                    | 33     | 13     |
| 1954/55              | Řím                  | Serie A              | 25     | 6    | -             | 0             | 0             | -                    | 0                    | 0                    | 25     | 6      |
| 1955/56              | Řím                  | Serie A              | 20     | 2    | -             | 0             | 0             | -                    | 0                    | 0                    | 20     | 2      |
| Celkem za Řím        | Celkem za Řím        | Celkem za Řím        | 110    | 29   | -             | 0             | 0             | -                    | 0                    | 0                    | 110    | 29     |
| 1956/57              | Inter                | Serie A              | 28     | 7    | -             | 0             | 0             | -                    | 0                    | 0                    | 28     | 7      |
| 1957/58              | Inter                | Serie A              | 10     | 1    | IP            | 5             | 2             | -                    | 0                    | 0                    | 15     | 3      |
| Celkem za Inter      | Celkem za Inter      | Celkem za Inter      | 38     | 8    | -             | 5             | 2             | -                    | 0                    | 0                    | 43     | 10     |
| 1958/59              | SPAL                 | Serie A              | 25     | 2    | -             | 0             | 0             | -                    | 0                    | 0                    | 25     | 2      |
| 1959/60              | SPAL                 | Serie A              | 1      | 0    | -             | 0             | 0             | -                    | 0                    | 0                    | 1      | 0      |
| Celkem za SPAL       | Celkem za SPAL       | Celkem za SPAL       | 57     | 22   | -             | 0             | 0             | -                    | 0                    | 0                    | 57     | 22     |
| 1960/61              | Empoli               | Serie D              | 33     | 5    | -             | 0             | 0             | -                    | 0                    | 0                    | 33     | 5      |
| 1961/62              | Empoli               | Serie C              | 12     | 1    | -             | 0             | 0             | -                    | 0                    | 0                    | 12     | 1      |
| Celkem za Empoli     | Celkem za Empoli     | Celkem za Empoli     | 84     | 18   | -             | 0             | 0             | -                    | 0                    | 0                    | 84     | 18     |
| Celkově              | Celkově              | Celkově              | 437    | 113  | -             | 5             | 2             | -                    | 0                    | 0                    | 442    | 115    |

### Reprezentační

#### Statistika na velkých turnajích
| Reprezentace | Rok     | Zápasy                   | Zápasy | Zápasy    | Zápasy           | Zápasy           | Zápasy   |
| Reprezentace | Rok     | Fáze turnaje             | Datum  | Soupeř    | Odehraných minut | Vstřelené branky | Výsledek |
| ------------ | ------- | ------------------------ | ------ | --------- | ---------------- | ---------------- | -------- |
| Itálie       | MS 1950 | 1 zápas ve skupině       | 2. 7.  | Paraguay  | 90               | 1                | 2:0      |
| Itálie       | OH 1952 | Předkolo                 | 16. 7. | USA       | 90               | 2                | 8:0      |
| Itálie       | OH 1952 | 1. kolo                  | 21. 7. | Maďarsko  | 90               | 0                | 0:3      |
| Itálie       | MS 1954 | 1 zápas ve skupině       | 17. 6. | Švýcarsko | 90               | 0                | 1:2      |
| Itálie       | MS 1954 | 2 zápas ve skupině       | 20. 6. | Belgie    | 90               | 1                | 4:1      |
| Itálie       | MS 1954 | Dodatečný zápas o postup | 23. 6. | Švýcarsko | 90               | 0                | 1:4      |

#### Reprezentační branky
| Gól | Datum        | Stadion                                                          | Soupeř         | Skóre | Výsledek | Soutěž                 |
| --- | ------------ | ---------------------------------------------------------------- | -------------- | ----- | -------- | ---------------------- |
| 010 | 2. 7. 1950   | Estádio Municipal Paulo Machado de Carvalho, San Paolo, Brazílie | Paraguay       | 2:0   | 2:0      | MS 1950 – skupina      |
| 020 | 8. 4. 1951   | Estádio Nacional do Jamor, Lisabon, Portugalsko                  | Portugalsko    | 0:1   | 1:4      | Přátelské utkání       |
| 030 | 16. 7. 1952  | Ratinan Stadion, Tampere, Finsko                                 | USA            | 0:2   | 0:8      | OH 1952 – předkolo     |
| 040 | 16. 7. 1952  | Ratinan Stadion, Tampere, Finsko                                 | USA            | 0:6   | 0:8      | OH 1952 – předkolo     |
| 05  | 28. 12. 1952 | La Favorita, Palermo, Itálie                                     | Švýcarsko      | 1:0   | 2:0      | MP 1948–1953           |
| 06  | 16. 1. 1955  | Stadio Luigi Ferraris, Janov, Itálie                             | Československo | 3:0   | 3:0      | MP 1948–1953           |
| 07  | 24. 1. 1954  | Stadio San Siro, Milán, Itálie                                   | Egypt          | 1:0   | 5:1      | Kvalifikace na MS 1954 |
| 08  | 11. 4. 1954  | Stade Olympique Yves-du-Manoir, Paříž, Francie                   | Francie        | 1:1   | 1:3      | Přátelské utkání       |
| 09  | 20. 6. 1954  | Stadio di Cornaredo, Lugano, Švýcarsko                           | Belgie         | 0:1   | 1:4      | MS 1954 – skupina      |

## Úspěchy

### Reprezentační
- 2× na MS (1950, 1954)
- 2× na MP (1948–1953, 1955–1960)
- 2× na OH (1948, 1952)